# Малімб червоноголовий
Малімб червоноголовий (Anaplectes rubriceps) — вид горобцеподібних птахів родини ткачикових (Ploceidae).

## Поширення
Вид має досить великий ареал в Африці. Живе в саванах і чагарниках з розкиданими деревами або на ділянках з чагарниками, фруктовими садами та лісами на висоті до 2000 м.

## Підвиди
- A. r. leuconotos (J. W. von Müller, 1851) — від Західної Африки до північного Малаві;
- A. r. jubaensis van Someren, 1920 — південне Сомалі та північна Кенія.
- A. r. rubriceps (Sundevall, 1850) — Південна Африка.

## Опис
Птах завдовжки приблизно 14 см. Самець А. r. rubriceps має червону голову, шию і потилицю, чорну окантовку навколо очей і червонувато-помаранчевий дзьоб; груди і живіт білі, а крила і хвіст — білий з жовтими лініями, як панель. В А. r. leuconotos представляє чорну маску, яка покриває щоки та підборіддя, а маківка, потилиця, шия та верхня частина шиї червоні; черево біле, а крила і хвіст мають червону панель. Оперення самця A. r. jubaensis цілком червоний, з чорними панелями крил.
Самиця А. r. rubriceps має оливково-жовте оперення верхньої частини, з жовтою шиєю та панеллю крил; у той час як в інших підвидів оперення верхньої частини самиці сірувато-коричневе, груди коричневі, а червона панель крил червонувата до помаранчевого.